# دلویو (کارولینای شمالی)
دلویو (به انگلیسی: Dellview) شهری در ایالت کارولینای شمالی کشور ایالات متحده آمریکا است که جمعیت آن در سرشماری سال ۲۰۱۰ میلادی، ۱۳ نفر بوده‌است.